# Trianthema hecatandra
Trianthema hecatandra är en isörtsväxtart som beskrevs av R. Wingfield och M.F. Newman. Trianthema hecatandra ingår i släktet Trianthema och familjen isörtsväxter. Inga underarter finns listade i Catalogue of Life.